# Oberbrombach (Overath)
Oberbrombach ist ein Ortsteil von Brombach in der Stadt Overath im Rheinisch-Bergischen Kreis in Nordrhein-Westfalen, Deutschland.
Vor 1975 gehörte der Wohnplatz zur Gemeinde Hohkeppel. Im Zuge einer kommunalen Neugliederung wurde Oberbrombach 1975 Teil der Stadt (damals Gemeinde) Overath.

## Lage und Beschreibung
Der Wohnplatz Oberbrombach liegt an der Grenze zu Bergisch Gladbach an der Landesstraße 284,  die hier streckenweise parallel zur Sülz verläuft.  Er wächst mit Unterbrombach zum Kerngebiet des Stadtteils Brombach zusammen. Neben Neubauten haben sich in Oberbromberg Fachwerkhäuser bis aus dem 17. Jahrhundert erhalten. Eine stattliche Holzfigur Der Puhmann vor einem Landhotel in der Dorfstraße erinnert an eine alte Kommunikationsform der Einwohner. Naheliegende Orte sind Unterbilstein, Bilstein, Obersteeg und Hasenbüchel.

## Geschichte
Die Topographia Ducatus Montani des Erich Philipp Ploennies, Blatt Amt Steinbach, belegt, dass der Wohnplatz bereits 1715 zwei Hofstellen besaß, die als Brambach beschriftet sind. Carl Friedrich von Wiebeking benennt die Hofschaft auf seiner Charte des Herzogthums Berg 1789 als Ob. Brambach. Aus ihr geht hervor, dass der Ort zu dieser Zeit Teil der Honschaft Tüschen im Kirchspiel Hohkeppel war.
Der Ort ist auf der Topographischen Aufnahme der Rheinlande von 1817 als Ob. Brambach verzeichnet. Die Preußische Uraufnahme von 1845 zeigt den Wohnplatz unter dem Namen Obr. Brombach. Ab der Preußischen Neuaufnahme von 1892 ist der Ort auf Messtischblättern regelmäßig als Ober-Brombach oder Oberbrombach verzeichnet.
1822 lebten 56 Menschen im als Hof kategorisierten und Brombach bezeichnete Ort, der nach dem Zusammenbruch der napoleonischen Administration und deren Ablösung zur Gemeinde Hohkeppel der Bürgermeisterei Engelskirchen im Kreis Wipperfürth gehörte. Für das Jahr 1830 werden für den als Brombach bezeichneten Ort 69 Einwohner angegeben. Der 1845 laut der Uebersicht des Regierungs-Bezirks Cöln als Weiler kategorisierte und Ober-Brombach bezeichnete Ort besaß zu dieser Zeit fünf Wohngebäude mit 49 Einwohnern, alle katholischen Bekenntnisses. Die Gemeinde- und Gutbezirksstatistik der Rheinprovinz führt Oberbrombach 1871 mit 14 Wohnhäusern und 88 Einwohnern auf. Im Gemeindelexikon für die Provinz Rheinland von 1888 werden für Ober Brombach 14 Wohnhäuser mit 61 Einwohnern angegeben. 1895 besitzt der Ort zwölf Wohnhäuser mit 56 Einwohnern, 1905 werden zehn Wohnhäuser und 66 Einwohner angegeben.
In Zeiten der Pest vor rund vierhundert Jahren, als es Ansteckungen zu vermeiden galt und einzelne Höfe zwischen den Hügeln ohnehin schwer zu erreichen waren, sollen sich die Brombacher untereinander durch laute Zurufe verständigt haben, indem sie die Hände wie einen Trichter an den Mund hielten und puuzten.  Daraus soll die Bezeichnung Puhmänner entstanden sein.
Aufgrund § 10 und § 14 des Köln-Gesetzes wurde 1975 die Gemeinde Hohkeppel aufgelöst und in Lindlar eingemeindet. Dabei wurden einige Ortsteile Hohkeppels in die Gemeinde Overath umgemeindet, darunter auch Oberbrombach.